# 벨기에의 마리조제
벨기에의 마리조제(프랑스어: Marie-José de Belgique, 이탈리아어: Maria Jose del Belgio, 1906년 8월 4일 ~ 2001년 1월 27일)는 벨기에의 국왕 알베르 1세의 딸이며 이탈리아 국왕 움베르토 2세의 왕비이다. 그러나 왕비로 있었던 기간이 1946년 5월 9일부터 약 34일간에 불과해 5월 왕비(Regina di maggio)이라는 별명을 가지고 있다.

## 생애
마리조제는 오스텐더에서 알베르 1세와 그의 왕비 바이에른의 엘리자베트의 2남 1녀 중 막내로 태어났다. 형제로는 레오폴, 샤를 두 오빠가 있다. 마리조제의 이름은 외할머니 마리아 요제파에게서 따온 것이다.
1930년 1월 8일, 마리조제는 피에몬테 공작 움베르토와 결혼했다. 정략결혼이었던 두 사람의 결혼 생활은 불행했지만 1남 3녀를 두었다. 1946년 왕정이 폐지되자 마리조제는 아이들과 함께 포르투갈을 거쳐 스위스의 제네바로 피신했지만 움베르토 2세는 포르투갈에 남아 왕당파들의 지지를 받으며 생활했다. 두 사람은 정치적, 종교적 이유로 평생 이혼하지 않았고 마리조제는 2001년 94세의 나이로 사망했다.

## 무솔리니와의 관계
베니토 무솔리니의 애인 클라라 페타치는 자신의 일기에서 마리조제가 1937년 로마 인근의 휴양지에서 무솔리니에게 접근해 유혹하려 했지만 실패했다고 주장했다. 반면 무솔리니의 아들 로마노는 1971년 어느 신문 편집장에게 보낸 편지에서 "아버지와 당시 왕세자비는 짧은 기간 낭만적인 관계가 있었으며 어머니(무솔리니의 아내)를 포함해 집안에서 알게 되자 아버지를 이를 정리했다"고 밝혔다.

## 자녀
- 마리아 피아
- 비토리오 에마누엘레
- 마리아 가브리엘라
- 마리아 베아트리체